# Paraíso (Repubblica Dominicana)
Paraíso è un comune della Repubblica Dominicana di 13.320 abitanti, situato nella Provincia di Barahona a circa 35 km a sud della stessa. Comprende, oltre al capoluogo, un distretto municipale: Los Patos situato a alcuni chilometri a sud.
Ben collegata con Barahona, da una spesso ben ombreggiata strada costiera, è bagnata da un oceano dalle mille sfumature, dal turchese al blu oltremare, un vero paradiso tropicale. Immagini come palme che contornano bianche spiagge ben rappresentano l'idea di Paraíso. Come in altre zone, il litorale costiero si presenta a tratti coperto di ciottoli bianchi e sabbia fine di varie fogge e sfumature.
Occorre segnalare la presenza di punti panoramici di impressionante bellezza, come Mirador (a Nord della città), con delle vedute sull'oceano e sulla spiaggia che possono togliere letteralmente il fiato.